# Cheongju
Cheongju (în coreeană 청주
淸州) este un oraș din provincia Chungcheongbuk-do, Coreea de Sud.

## Personalități născute aici
- Im Dong-Hyun (n. 1986), arcaș sportiv olimpic..